# Hodina mrtvých očí
Hodina mrtvých očí, v německém originále Stunde der toten Augen, je německý protiválečný román z roku 1957 Harryho Thürka. Dílo bylo přeloženo do více než 30 jazyků, v češtině vyšlo poprvé v roce 1960 v překladu Zdeňka Lahody. 
Kniha s autobiografickými prvky pojednává o mladých Němcích, kteří se ocitli v kruté realitě východní fronty ve druhé světové válce, a kteří na frontě postupně prochází velkou deziluzí a velkým názorovým přerodem. Jednoznačná totalitní ideologie tehdejšího nacistického Německa hlásající výjimečnost a nadřazenost Němců nad ostatními národy se v prostředí krutých válečných událostí postupně mění na pocit napětí, tísně, deziluze, zmaru i zatracení. Kniha vypráví strhující příběh několika mladých lidí se smutným koncem, kdy hlavní hrdina zůstává ztracen a opuštěný uprostřed bitevní vřavy, která mu nakonec sebere život.

## Kapitoly
1. kapitola - Vojáci
2. kapitola - Hodina mrtvých očí
3. kapitola - Vesnice
4. kapitola - Už se Ti nevrátím, Ty má rudovlasá modlitbo před spaním
5. kapitola - Žena
6. kapitola - Četla se mše
7. kapitola - Tanec hvězd
8. kapitola - Zabili jsme harmoniku
9. kapitola - Sama s tepem svého srdce
10. kapitola - Zkrvavený sníh
11. kapitola - Akce "hřbitov"
12. kapitola - Pohřbené sny
13. kapitola - Hodina vlků
14. kapitola - Kde jsem já, tam se umírá
15. kapitola - Plamen